# Tchimgan

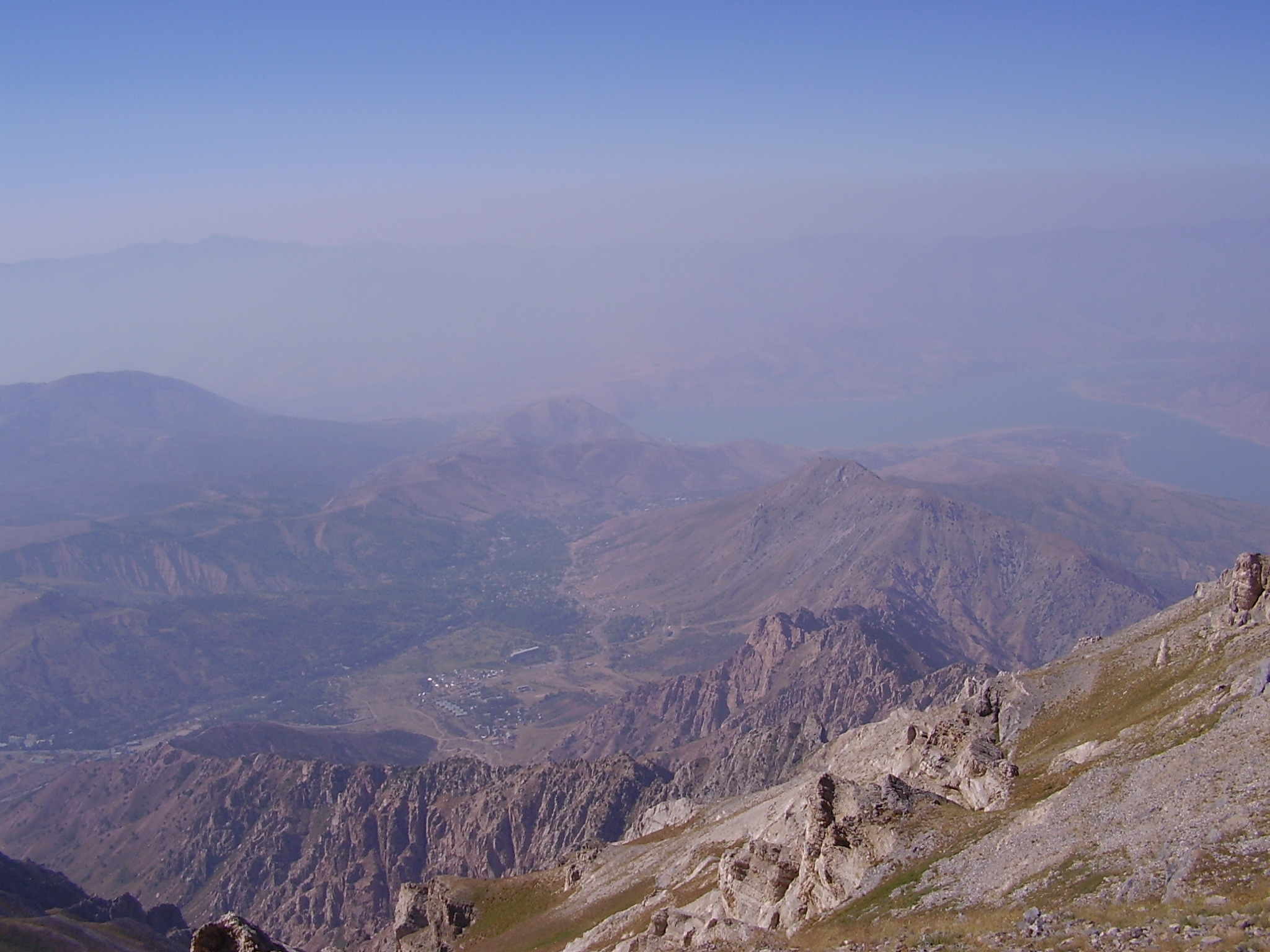
Vue du haut du pic de Grand Tchimgan

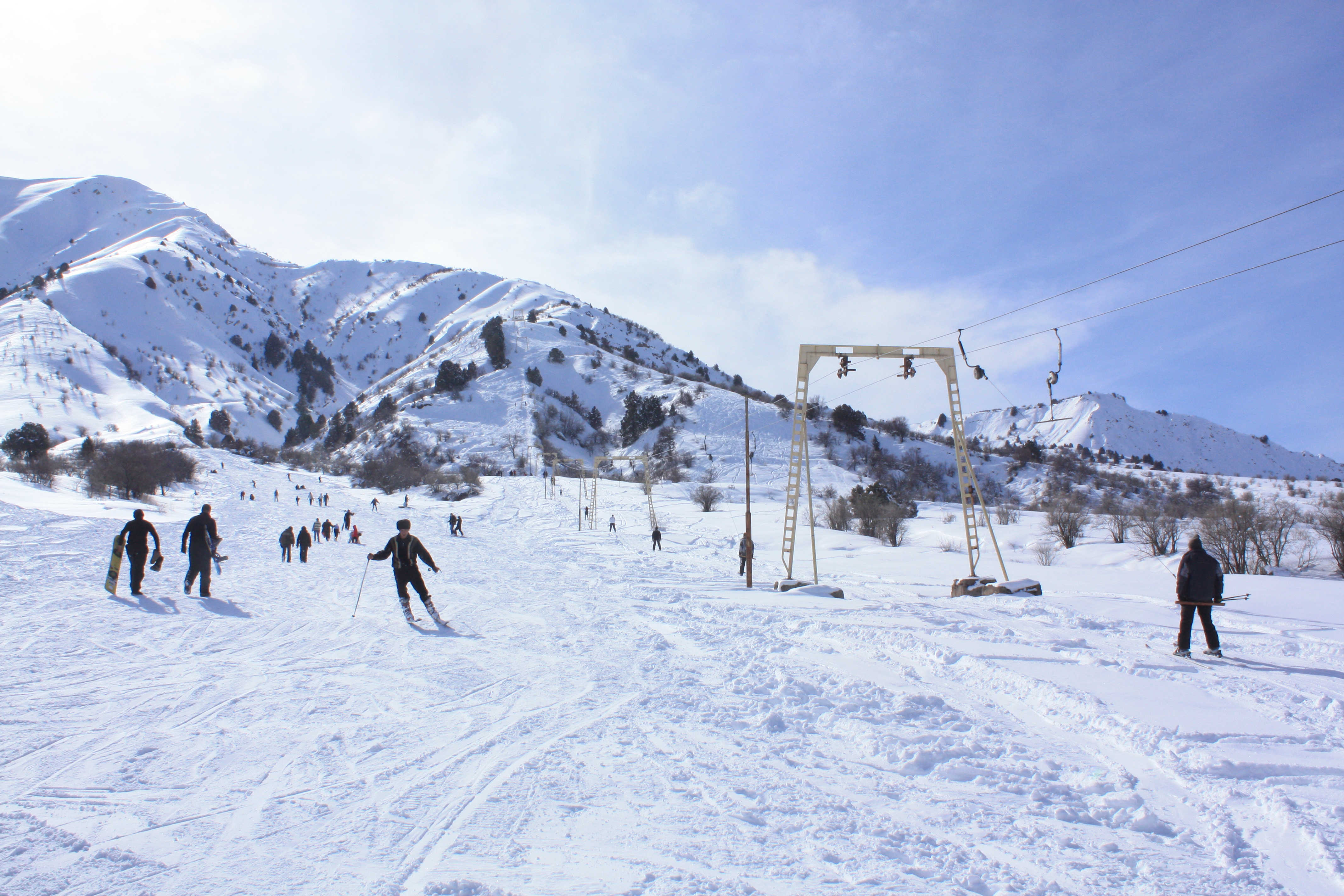
La station de ski de Tchimgan

Tchimgan (en russe : Чимган) ou Chimgon (en ouzbek) est un site de villégiature et une station de ski de la province de Tachkent, en Ouzbékistan. Elle est située dans le cadre des monts Tchatkal, partie occidentale du Tian Shan, entre 1 800 et 3 309 m d'altitude. Elle se trouve à 80 km à l'est de Tachkent, capitale de l'Ouzbékistan, et à 39 km au nord-est de la ville de Tchirtchik.
Le Grand Tchimgan (3 309 m) et le Petit Tchimgan sont les deux pics de la chaîne de montagnes Tachatkal, situés à proximité du complexe Tchimgan.
Tchimgan offre une beauté magique à n'importe quel moment de l'année. La saison de ski dure ici du 20 décembre au 5 avril avec de la neige sèche. Tchimgan attire aussi les amateurs de la nature avec sa réserve unique d'Ougham-Tchatkal (Ug'am-Chatqol) composée des sites de Bachkyzylsaï (Boshkyzylsoy) et Maïdansaï (Maydonsoy). Le premier site est situé dans la partie sud-ouest de la chaîne de Tchatkal, l'autre, plus vaste, plus au nord.
À 4 km de Tchimgan se trouve le complexe de ski Beldersaï (Beldersoy) avec le plus long téléphérique d'Asie centrale (plus de 3 km de longueur culminant à 2 880 m). Ici, la saison de neige est plus longue qu'à Tchimgan (de novembre à mai) et les installations sportives sont de niveau professionnel (homologuées par la Fédération internationale de ski).